# 장화 신은 고양이

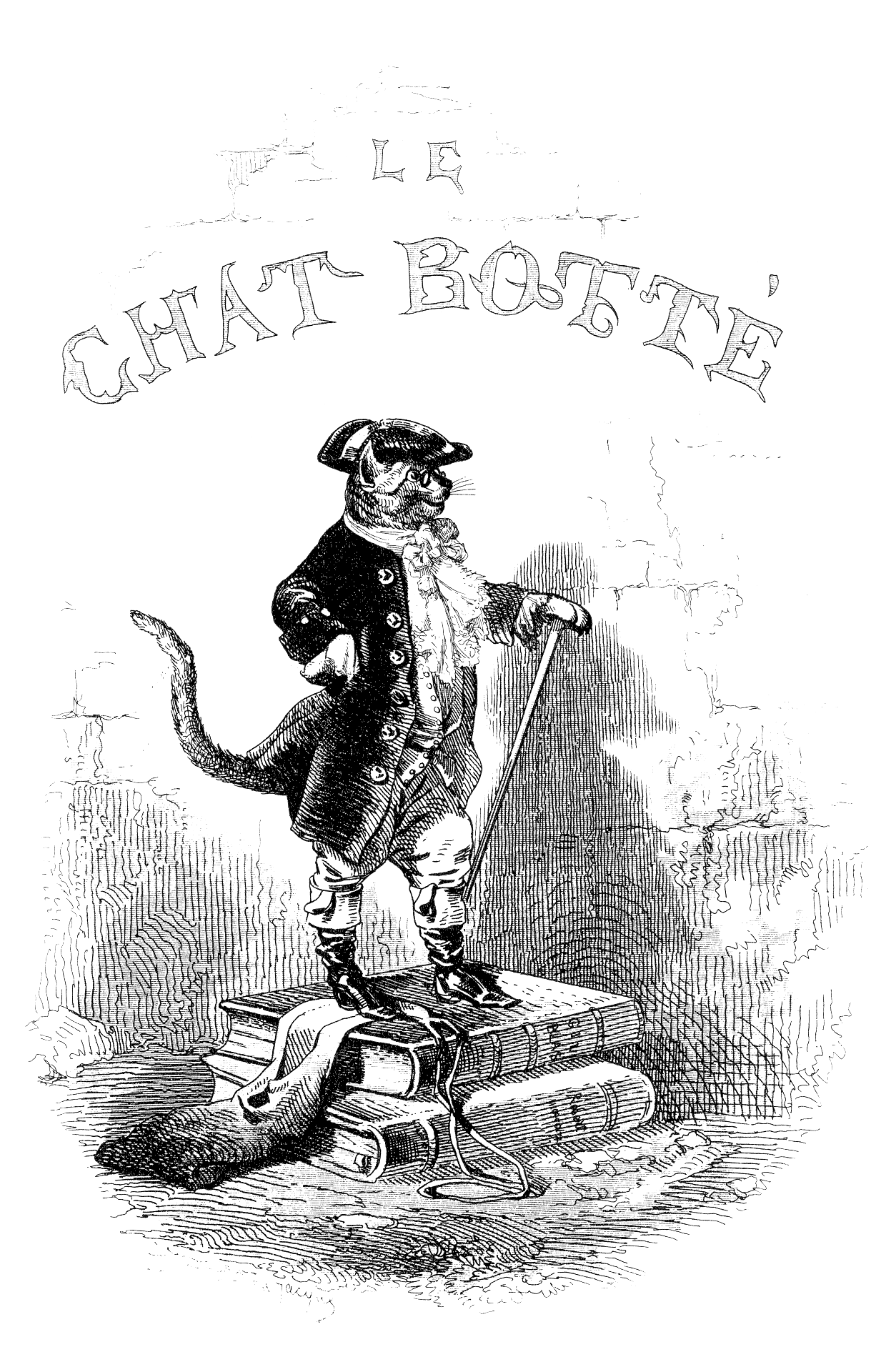
삽화 1843, 판 L. 커머

장화 신은 고양이(長靴 신은 고양이, 프랑스어: Le Chat Botté, 또는 Le Chat Botté ou Le Maître Chat)는 프랑스의 동화로 1697년에 발간된 샤를 페로의 모음집인 《어미 거위 이야기》의 판본인, 《대장 고양이》가 가장 유명하다. 속임수를 써서 가난뱅이가 된 주인이 부자가 되도록 도움을 준 한 고양이에 관한 이 이야기는 수백 개의 변형이 존재한다.
가장 오래전에 작성된 변형판은 조반니 프란체스코 스트라파롤라의 《스트라파롤라의 익살맞은 밤들》에서 《콘스탄티노 포르투나토》에서 유래되었다. 일부 민속학자들은 이것이 작성된 이후 수많은 구전된 판본들이 구전에서 이야기가 되었다고 지적하고, 그 고양이는 민화에서 대체로 마법을 주는 조력자처럼 행동한다고 논쟁되어왔다. 그러나 어떤 이들은 스타파롤라 그 자신이 그 이야기를 만들었다고 생각하였다.
또다른 초기 판본은 1634년 잠바티스타 바실레에 의하여 ‘가글리우소’로, 영어로는 ‘피포’라 번역되었다. 조세프 제이콥은 한 변형을 엮었으며, 이는 《유럽 민화와 동화들》에서 〈카텐부르의 백작〉이다.

## 줄거리
한 방앗간 주인의 죽음 이후, 그의 큰아들은 방앗간을, 둘째 아들은 당나귀를 차지하고, 막내 아들은 재산 중 곡물 창고를 지키던 고양이 이외에는 아무것도 물려받지 못했다. 실망한 막내 아들이 고양이를 잡아먹으려고 하자, 고양이는 그에게 한짝의 장화와 자루를 주면 그를 부자로 만들어주겠다고 제안한다. 그 방앗간네 아들은 의심스럽지만, 이에 동의하고, 고양이에게 요구한 물건들을 준다.
고양이는 장화를 신고 자루를 가지고 숲속을 다니며 토끼를 잡아서 자루에 넣는다. 그리고는 궁전으로 가서, 왕에게 그의 주인인 카라바스 후작으로부터의 선물이라 말하고 사냥물을 바친다. 결국 그 고양이는 왕과 그의 아름다운 딸이 강가 길을 따라 여행할 것이라는 정보를 알게 된다. 장화 신은 고양이는 이 사실을 전혀 모르는 방앗간네 아들에게 궁정의 집단이 지나갈 때 강에 가서 목욕하라고 말한다. 그 소년은 하라는 대로 하고, 고양이는 그의 옷가지를 훔쳐, 길가로 달려가 그의 주인인 카라바스 후작이 물에 빠졌다고 도움을 청한다고 외친다. 그 소년은 강에서 구출되고, 그의 없어진 옷은 도둑의 소행이라 설명된다. 그래서 그는 호사스런 옷에 둘려싸여서, 왕의 마차를 타게 된다.
장화 신은 고양이는 왕의 일행보다 먼저 속력을 내어, 사람들을 잡아먹고 요술을 부리는 대마왕의 땅인 넓은 황금빛 밀밭과 목장에 도착한다. 그는 그 땅에 일하는 사람들에게 만약 그들이 이 땅이 카라바스 후작의 영토라고 말하지 않으면, 산산 조각을 내겠다고 위협한다. 왕의 마차가 그 대마왕의 땅에 도착하여, 왕이 이 넓은 황금빛 밀밭과 목장의 주인이 누구인지 묻자, 다들 카라바스 후작의 것이라 말한다. 장화 신은 고양이는 대마왕의 성에 도착하자 그 일행보다 먼저 대마왕과 대면한다. 그는 대마왕의 마술로 변신할 수 있는 능력에 아첨을 하고, 그가 코끼리로 변신해보라고 말한다. 대마왕이 코끼리로 변하자, 장화 신은 고양이는 대단하다고 말한다. 이번에는 사자로 변신해보라고 말하자, 대마왕은 사자로 변한다. 장화 신은 고양이는 역시 대단하다고 말하자, 이번에는 생쥐로 변신해보라고 말한다. 대마왕이 마술로 생쥐로 변하자, 장화 신은 고양이는 그 생쥐로 변한 대마왕을 한 입에 잡아먹어버리고, 그 궁전과 땅은 자신의 주인의 것이 되었다고 선언한다.
대마왕의 궁전에 도착하자, 왕실 일행은 그의 주인의 이름 하에 장화 신은 고양이의 환영을 받는다. 왕은 공주를 그 방앗간네 막내 아들과 결혼시킨다.
스트라파롤라의 판본에서는 대마왕이 없고, 그 성은 여행에서 막 죽은 어떤 귀족의 소유여서, 그 속임수는 절대로 밝혀지지 않았다.
페로의 판본에서 고양이는 굉장히 중요한 인사가 되어, 쥐를 즐거움을 위해 쫓는 것을 제외하고는 쥐 사냥을 그만두었다.
바질레와 자코브의 판본에서 방앗간집의 아들은 고양이에게 장례식을 치러줄 것을 약속한다. 고양이는 죽은 척하거나(바질레의 이야기), 혹은 아파서 죽은 것처럼 보인다(제이콥의 이야기). 이에 방앗간집 아들은 쓰레기통에 그 시체를 버리러 간다. 화가 난 고양이가 그를 비난한다. 바질레의 판본에서 고양이는 그의 간청에도 불구하고, 주인을 떠난다. 자코브의 판본에서는 방앗간집 아들이 병이 나서 의사를 부르고, 고양이에게 간청하자, 고양이는 그의 곁에 남아있기로 동의한다.